# La Torreta de Canals
La Torreta de Canals (coneguda també com a la Torre de Canals o la Torre de Calixt) és un barri o pedania de la vila valenciana de Canals, a la comarca de la Costera. Pren el seu nom nom de la torre dels Borja localitzada en la població, on va nàixer el papa Calixt III l'any 1378.
A més de la torre i les muralles de l'antic palau dels Borja hi ha l'Església de la Torre, coneguda també com a Oratori dels Borja, situada enfront de la torrassa, sota l'advocació de la Santa Creu.

## Història

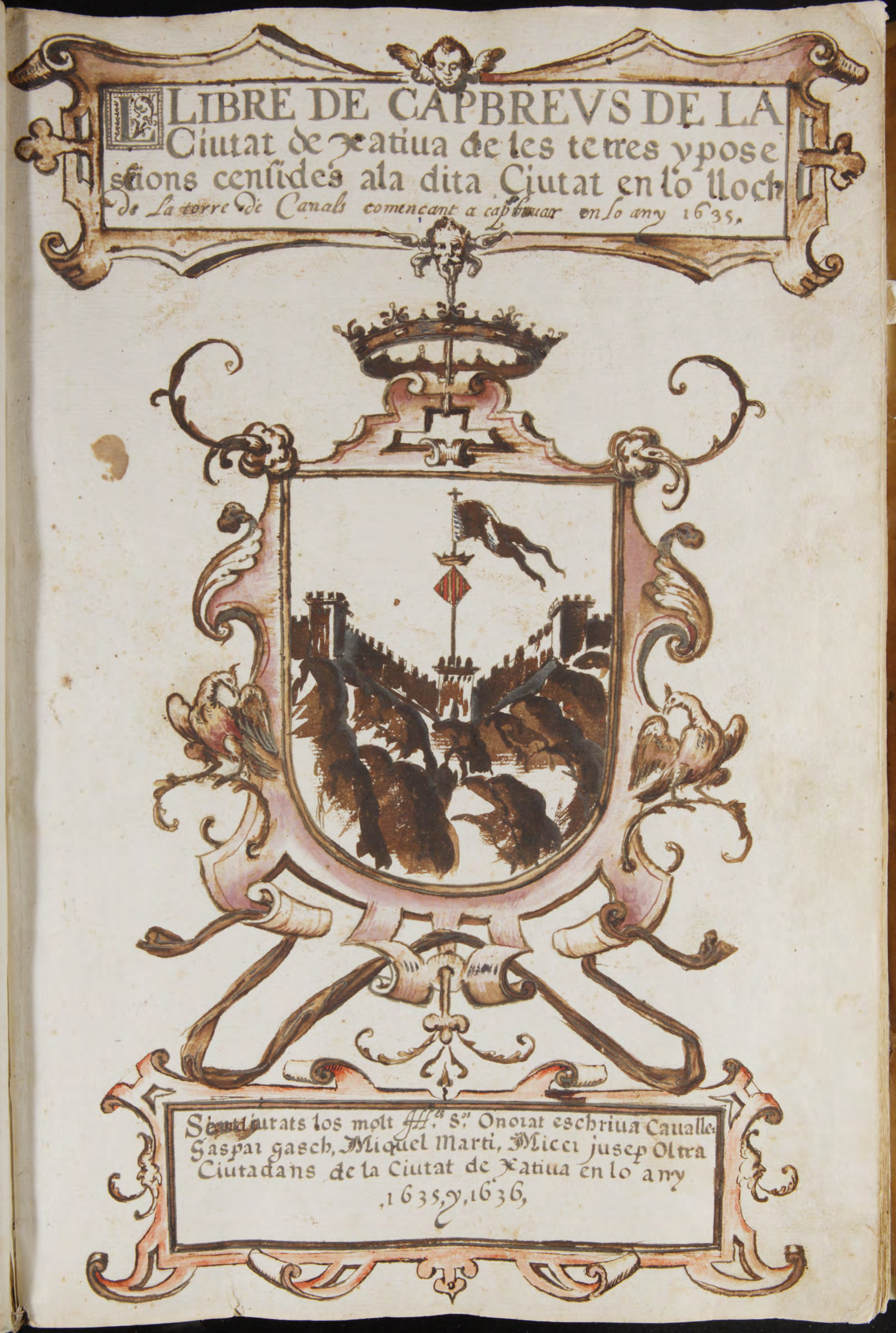
Llibre de capbreus de la Torre de Canals (1635), conservat a l'Arxiu Municipal de Xàtiva

Tot i que actualment es troba unida al nucli urbà de Canals, al segle xiii la Torre de Canals (com ja apareix esmentada) era una alqueria independent d'aquella vila, el nucli de la qual estava als voltants de l'actual plaça de la Presó. Segons Miquel Batllori la Torreta formava part de la baronia de Canals i, per tant, havia sigut un dels llogarets (junt amb Canals i l'Alcúdia de Crespins) que Jaume I donà al comte Dionís d'Hongria en el repartiment de València (1249), passant per tots els mateixos propietaris que Canals fins a la venda a la ciutat de Xàtiva l'any 1352. En canvi, Alfons Vila ha expressat diverses opinions sobre la sort de la Torre fins al segle xiv, principalment perquè la primera documentació sobre el senyoriu del lloc és de la mateixa època.
En qualsevol cas, la Torreta va passar a mans dels Borja en data indeterminada: l'any 1370 la família ja estava establida al lloc, i el 1435, en un document sobre la reconstrucció de l'església, apareix com a senyor Jofré de Borja, fill de Roderic Gil d'Anglesola, veí de Xàtiva. Li succeí Isabel de Borja (germana de Calixt III i mare d'Alexandre VI), i a Isabel li succeí la seua filla Beatriu, qui per falta de descendència va cedir la Torre al seu nebot Jofré de Borja-Llançol. Durant la minoria d'edat del fill de Jofré, Roderic de Borja-Llançol, el lloc acabà en poder de la ciutat de Xàtiva, que el va comprar per 75.000 sous.
Així, una vegada tant Canals com la Torreta eren en propietat de Xàtiva i després de l'expulsió dels moriscos, va tindre lloc un procés d'«assimilació municipal», en el que la Torreta va ser absorbida progressivament per les estructures municipals de Canals. L'any 1639, i després d'un plet promogut per Canals, es dona per completat el procés d'absobció, i la Torre passa a considerar-se barri («carrer i arraval») de Canals. El cronista local Luis Pareja, l'any 1728, es referia així a la Torre:
| «                                       | Desde la última casa de Canals, en distancia de dos tiros de piedra, empieza calle llamada la Torreta. Componese de veinte casas; pero hay señales de aver sido antiguamente mayor. | » |
| — Luis Pareja y Primo, Canals Ilustrada | |   |

La ciutat de Xàtiva es va desfer l'any 1847 de les restes de la torre i el palau dels Borja venent-les a Manuel Sanç, un llaurador que en sol·licitava la cessió amb l'objecte de construir una casa al solar del palau, tot aprofitant la fusta i les teules de les ruïnes de l'edificació.

## Festes i celebracions

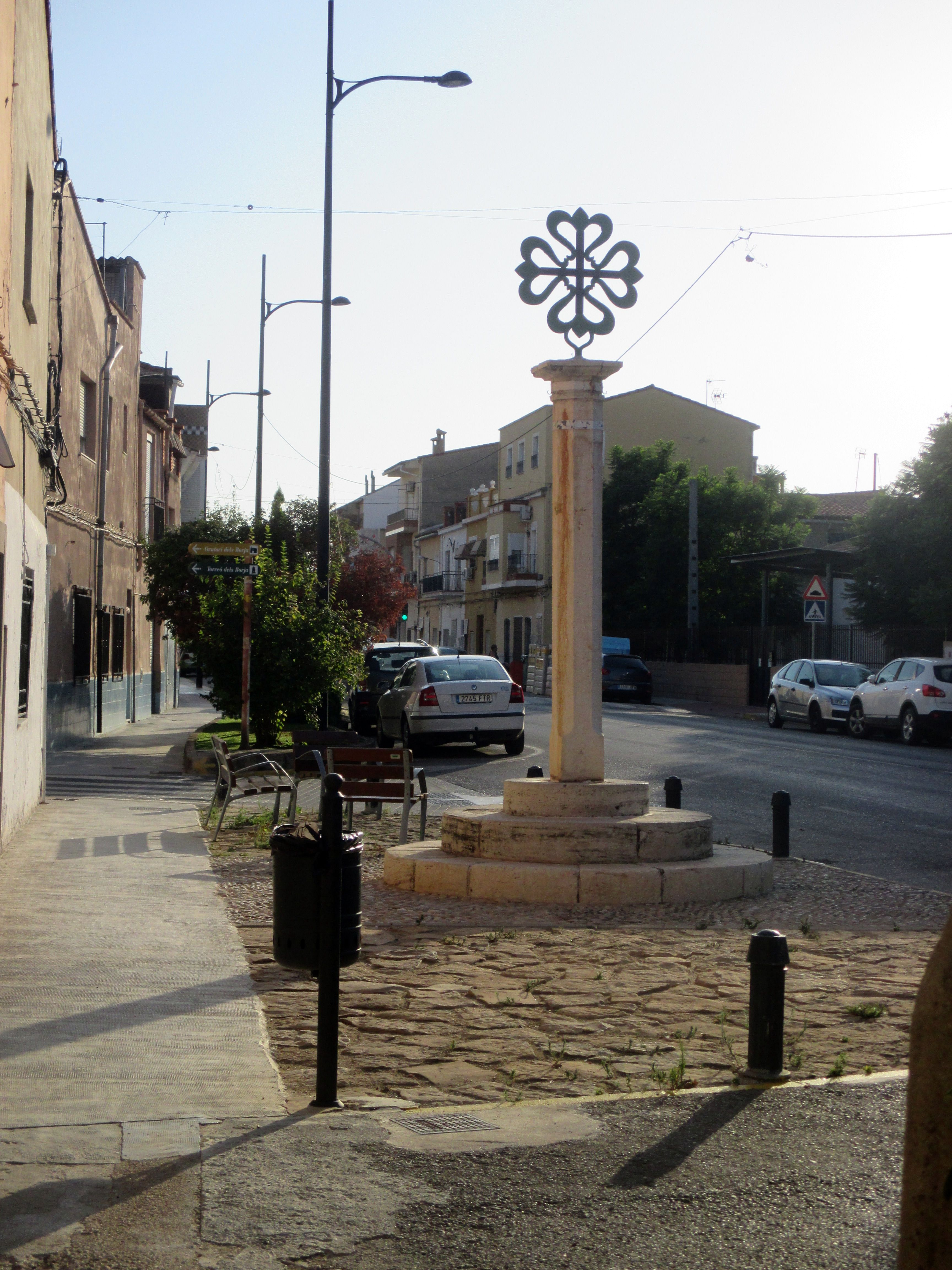
Creu de la Torre (1891)

Les festes de la Torreta, en honor de l'Invenció de la Santa Creu (3 de maig) i de la Verge de Fàtima, tenen lloc el primer cap de setmana de maig. D'entre els actes de les festes (despertaes, balls, campionat de truc, processó…) destaca la Pujà al Pi, on una colla de jóvens del barri tracten de pujar al punt més alt d'un pi o xop esvelt podat, pelat i recobert de morca per tal de fer esvarar els que hi pugen. Segons Sivera Font, consta que la festa ja es feia al segle xvi, i abans se celebrava també l'Exaltació de la Santa Creu, el 14 de setembre.

## Personatges destacats
- Calixt III (1378-1458), nascut com a Alfons de Borja. Va accedir al papat el 1455 i va canonitzar Sant Vicent Ferrer. D'acord amb la tradició el primer papa Borja va nàixer al palau familiar de la Torre de Canals, tot i que no existeix documentació que ho confirme o desmentisca.[8]